# Guglielmo Walton
Guglielmo Walton (1786 – 1873) è stato un imprenditore e inventore britannico naturalizzato italiano.
Imprenditore nel settore marmifero ideò e fece costruire una teleferica tecnologicamente avanzata per il trasporto del marmo.

## Biografia
Console degli Stati Uniti a Carrara nella prima metà dell'Ottocento, costruì nel 1851 il primo molo caricatore alla marina di Avenza (oggi Marina di Carrara) e a Groppoli di Carrara la più moderna e innovativa segheria multitelai, capace di azionare dodici telai contemporaneamente.
Stabilì la sua residenza, come quella dell'omonima società, a Carrara, nel Palazzo Walton, anche detto "dell'Angelo" attualmente in Corso Carlo Rosselli, 17 (già Corso Vittorio Emanuele, 19).
Recenti ricerche hanno condotto a supporre che Sir Walter Scott, famoso scrittore scozzese, durante una sua visita alle cave di Carrara, fosse stato ospitato da Walton.
Sotto il governo estense fu incaricato della realizzazione del primo progetto per una ferrovia marmifera per le cave di marmo, creò una rete privata di strade percorse da trattrici a vapore e dopo aver attivato le cave di marmo del Monte Sagro, la ditta da lui fondata nel 1907 costruì, per il trasporto dei marmi, un'ardita teleferica (del Balzone) costituita da un'unica grande campata con 7 t di portata, che fu poi incrementata 20 t nel 1930 diventando così in quel periodo la più lunga e imponente d'Europa.